# 오브레노바츠

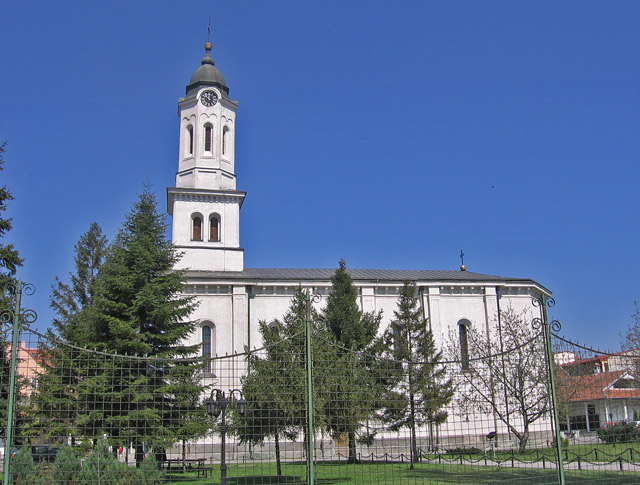
오브레노바츠의 세르비아 정교회 교회당

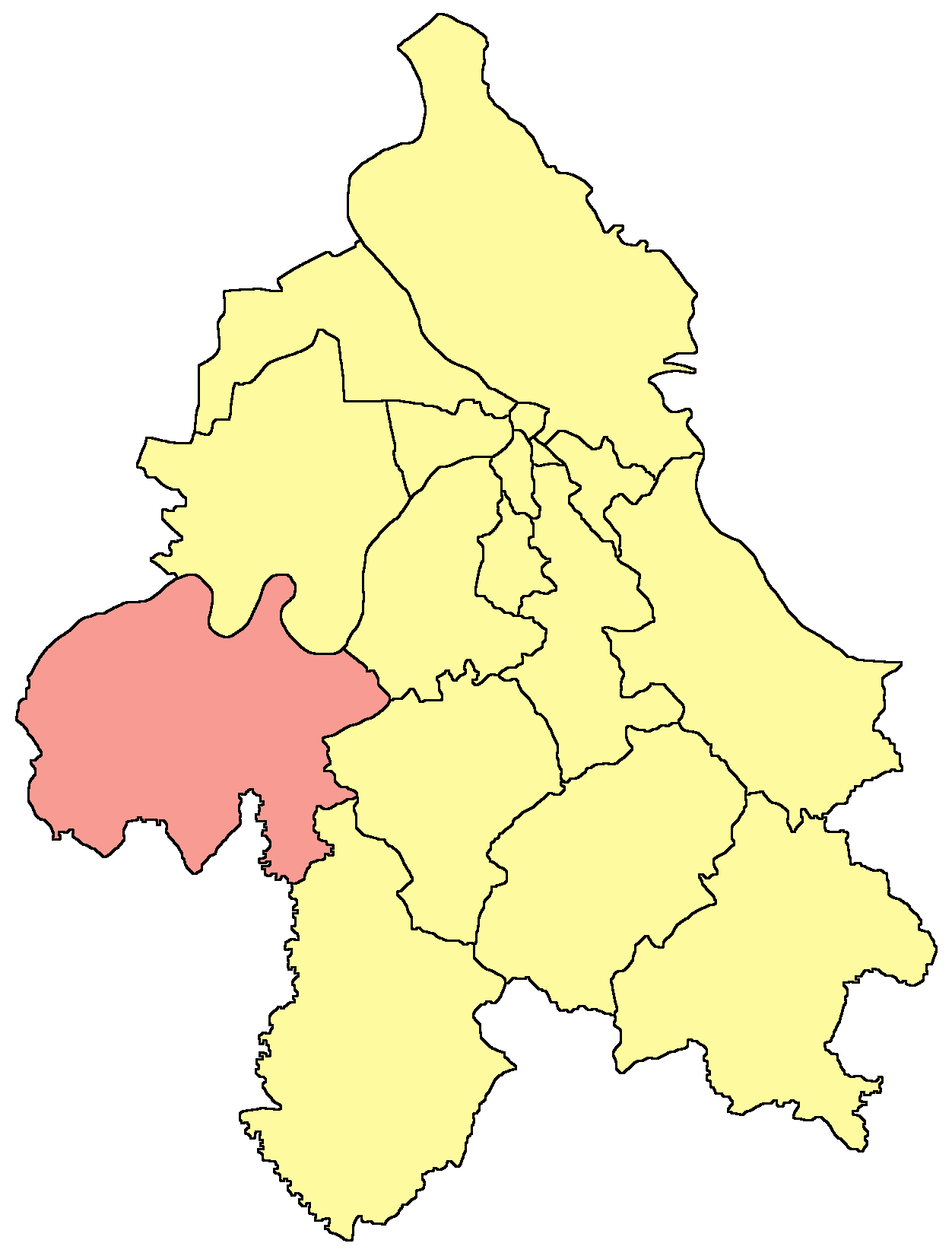
베오그라드시 지도에 표시된 오브레노바츠의 위치

오브레노바츠(세르비아어: Обреновац / Obrenovac)는 세르비아의 수도인 베오그라드를 구성하는 17개 지방 자치체 가운데 하나로 면적은 411km2, 인구는 71,419명(2011년 기준)이다.
베오그라드 서부에 위치하며 베오그라드 도심에서 남서쪽으로 30km 정도 떨어진 곳에 위치한다. 북쪽으로는 사바강과 접한다. 지방 자치체 교외에는 세르비아에서 규모가 큰 화력 발전소인 니콜라 테슬라(Nikola Tesla) 화력 발전소가 들어서 있다.

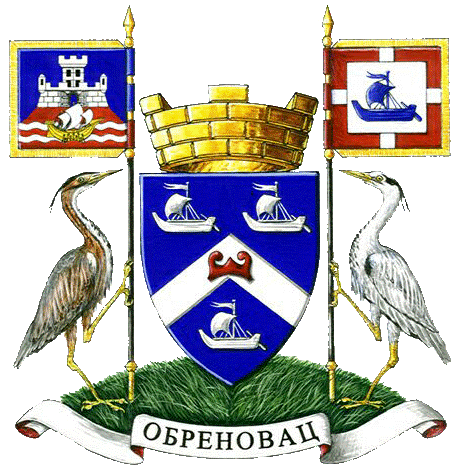
시 문장